# Wonderful Shadow
"Wonderful Shadow" é uma canção da cantora britânica Tanita Tikaram. Foi gravada para o seu quinto álbum de estúdio, denominado Lovers In The City, e lançada como segundo single em 1995.
A canção atingiu a posição de número 198 no Reino Unido. 

## Lançamentos
- Wonderful Shadow (YZ922CD1) (lado B): You Have Lost Your Way?, Good Tradition
- Wonderful Shadow (YZ922CD2) (lado B): Wonderful Shadow (reconstrução), Out on the Town
- Wonderful Shadow (YZ922CDDJ) (Alemanha) (lado B): Wonderful Shadow (versão original), Have You Lost Your Way?, Good Tradition